# Molophilus (Molophilus) clavigerus
Molophilus (Molophilus) clavigerus is een tweevleugelige uit de familie steltmuggen (Limoniidae). De soort komt voor in het Neotropisch gebied.